# Супутник (Полтава)
«Супутник» — футбольний клуб із Полтави, який представляв електромеханічний завод. Створений 1961 року. 8-разовий чемпіон і 5-разовий володар Кубка Полтавської області. Фіналіст Кубка України 1966, четверте місце в Кубку СРСР серед колективів фізкультури: 1966.

## Історія
Команда «Супутник», яка представляла електромеханічний завод (Завод «Лтава»), створена наприкінці 1961 року й вже взимку наступного зіграла в зимовій першості Полтавщини. У чемпіонаті області 1962 року дебютант фінішував на другій сходинці.
Мало не найуспішнішим став сезон 1966 року, коли «Супутник» уперше здобув чемпіонство області, Кубок області, а також вийшов до фіналу Кубка України серед колективів фізичної культури, де поступився футбольній команді Львівського військово-політичного училища.
Того самого року полтавців, як фіналістів Кубка республіки, було включено до Кубка СРСР серед колективів КФК («Кубок мільйонів»). У 1/16 колектив обіграв у гостях вільнюський «Жальгіріс» із рахунком 3:0 (повторний матч, перший закінчився внічию 0:0), у 1/8 фіналу вдома — російський «Металург» (Красний Сулін; 1:0, перший матч закінчився внічию 3:3), у 1/4 фіналу вдома — «Супутник» (Мінськ) — 2:0. У всесоюзній фінальній групі у Дніпропетровську полтавці поступилися в усіх 3 матчах і посіли четверте місце. Оглядач журналу «Футбол» В. Березовський виділив у складі команди захисника Юлія Басюка (капітан), півзахисника Анатолія Сєробабу та нападника Віктора Бичкова. Основний склад у розіграші «Кубка мільйонів»: воротар В. Усик, захисники Євген Дядіністов, Анатолій Михайличенко, Юлій Басюк, Олександр Бурлай, Едуард Білокур, півзахисники Анатолій Сіробаба, Костянтин Мальцев, Михайло Шпетнер, Микола Лутченко, В. Клепов, нападники Володимир Якименко, Валерій Батаров і Віктор Бичков. Тренував команду в тому сезоні Лер Гедаванішвілі.
Упродовж 1966—1969 років «Супутник» чотири рази поспіль ставав чемпіоном Полтавщини.
Після 1986 року слід команди втрачається, зокрема достеменно відомо, що вона не брала участь у регіональних змаганнях незалежної України.

## Титули та досягнення
- Фіналіст Кубка УРСР серед колективів фізкультури (1): 1966
- 4-те місце Кубка СРСР серед колективів фізкультури (1): 1966
- Чемпіон Полтавської області (8): 1966, 1967, 1968, 1969, 1972, 1974, 1977, 1981
- Срібний призер Полтавської області (5): 1962, 1964, 1965, 1971, 1973
- Бронзовий призер Полтавської області (1): 1975
- Володар Кубка Полтавської області (5): 1966, 1972, 1975, 1976, 1981
- Фіналіст Кубка області (3): 1967, 1968, 1974